# Jurij Nyikolajevics Vaszenyin
Jurij Nyikolajevics Vaszenyin, oroszul: Юрий Николаевич Васенин (Csernyahovszk, 1948. október 2. – 2022. május 2.) szovjet válogatott orosz labdarúgó, középpályás, edző.

## Pályafutása

### Klubcsapatban
1966–67-ben a kalinyingrádi Baltyika, 1968-ban a Gyinamo Sztavropol, 1969–70-ben az SZKA Rosztov, 1970 és 1976 között a Zarja Vorosilovgrád, 1977–78-ban ismét a Baltyika labdarúgója volt. A Zarja csapatával 1972-ben szovjet bajnoki címet nyert.

### A válogatottban
1972–73-ban kilenc alkalommal szerepelt a szovjet válogatottban.

### Edzőként
1979-ben a Baltyika segédedzőjeként kezdte edzői pályafutását. 1980 és 1990 között a Baltyika ifjúsági csapatainál dolgozott. 1991–92-ben az első csapat vezetőedzője volt. 1992-ben visszatért az ifjúsági csapatokhoz.

## Sikerei, díjai
Zarja Vorosilovgrád
- Szovjet bajnokság
  - bajnok: 1972

## Statisztika

### Mérkőzései a szovjet válogatottban
| Szovjetunió | Szovjetunió         | Szovjetunió                            | Szovjetunió | Szovjetunió | Szovjetunió   | Szovjetunió               | Szovjetunió | Szovjetunió |
| #           | Dátum               | Helyszín                               | Hazai       | Eredmény    | Vendég        | Kiírás                    | Gólok       | Esemény     |
| ----------- | ------------------- | -------------------------------------- | ----------- | ----------- | ------------- | ------------------------- | ----------- | ----------- |
| 1.          | 1972. június 29.    | São Paulo, Morumbi Stadion (BRA)       | Uruguay     | 0 – 1       | Szovjetunió   | Brazil függetlenségi kupa | -           |             |
| 2.          | 1972. július 2.     | Belo Horizonte, Estádio Mineirão (BRA) | Argentína   | 1 – 0       | Szovjetunió   | Brazil függetlenségi kupa | -           |             |
| 3.          | 1972. július 6.     | Belo Horizonte, Estádio Mineirão (BRA) | Portugália  | 1 – 0       | Szovjetunió   | Brazil függetlenségi kupa | -           |             |
| 4.          | 1973. március 28.   | Plovdiv, Szeptember 9-e stadion        | Bulgária    | 1 – 0       | Szovjetunió   | barátságos                | -           | 58'         |
| 5.          | 1973. április 18.   | Kijev, Központi stadion                | Szovjetunió | 2 – 0       | Románia       | barátságos                | -           | 46'         |
| 6.          | 1973. május 26.     | Moszkva, Központi Lenin Stadion        | Szovjetunió | 2 – 0       | Franciaország | vb-selejtező              | -           |             |
| 7.          | 1973. június 10.    | Moszkva, Központi Lenin Stadion        | Szovjetunió | 1 – 2       | Anglia        | barátságos                | -           | 58'         |
| 8.          | 1973. június 21.    | Moszkva, Központi Lenin Stadion        | Szovjetunió | 0 – 1       | Brazília      | barátságos                | -           |             |
| 9.          | 1973. szeptember 5. | Moszkva, Központi Lenin Stadion        | Szovjetunió | 0 – 1       | NSZK          | barátságos                | -           | 64'         |
|             | Összesen            |                                        |             | 9           | mérkőzés      |                           | 0           | gól         |